# 渡辺千明
渡辺 千明（わたなべ ちあき、男性、本名・山内 千明（やまのうち ちあき）、1950年4月19日 - 2021年3月31日）は、日本の脚本家、劇作家、演出家。野田高梧記念蓼科シナリオ研究所理事。
兵庫県出身。横浜放送映画専門学院（現・日本映画大学）卒業。1999年『ニーセーター（若者たち）』で第2回日本シナリオ大賞準入選。

## 来歴・人物
父は国文学の大学教授。2人の兄は共に東京大学を卒業し、それぞれ弁護士と公務員になったという一家であるが、本人曰く「25歳になるまでぶらぶらしていた」とのこと。都立立川高校を卒業後、1976年横浜放送映画専門学院（現・日本映画大学）に進学。
1978年同校卒業。講師だった田村孟、馬場当、富田義朗の助手を経て、テレビドラマ『からっ風と涙』、映画『夜叉が池』などを手伝う。
1979年、田村と共作で映画『十八歳、海へ』でデビュー。以後、多数の映画・テレビドラマの脚本を担当。1981年からフリー助監督を兼ね、主として工藤栄一監督に付く。
1989年、日本映画学校専任講師。2000年、日本シナリオ作家協会理事。2002年、駒澤大学文学部非常勤講師。2011年、日本映画学校大学化に伴い同校退職。大学化に反対したためだと言われる。
2016年、長野県蓼科に『野田高梧記念蓼科シナリオ研究所』設立、理事に就任。2017年には同研究所のホームページ上で宮本明子と協働で『野田高梧の手帳』連載開始。2019年、富士ゼロックス京都と協働で『蓼科日記』全巻完全複製を開始。2020年9月、「蓼科日記」全巻複製完成。
2021年3月31日1時24分、癌性心膜炎のため長野県茅野市内の病院で死去。70歳没。

## エピソード
本人は「自分は遅筆で、テレビのスピードもひどく早く感じる」と話していたことがある。

## 主な作品

### 映画
- 『十八歳、海へ』（1979年）[1]
- 『無力の王』（1981年）
- 『名門!多古西応援団』（1987年）
- 『難波金融伝・ミナミの帝王 劇場版PARTV』（1995年）[4]
- 『かまち』（2004年）
- 『ジャイブ 海風に吹かれて』（2008年）[5]

### テレビドラマ
- 『木曜ゴールデンドラマ・女の哀しみが聞こえる』（1982年、読売テレビ）
- 『私鉄沿線97分署』（1984年、テレビ朝日）
- 『ニュードキュメンタリードラマ昭和 松本清張事件にせまる』第24回「連合赤軍の崩壊」（1984年、テレビ朝日・東映）
- 『スケバン刑事』（1985年、フジテレビ）
- 『中村敦夫の地球発22時・40年目の突撃』（1985年、毎日放送）
- 『木曜ドラマストリート・あいつと私』（1986年、フジテレビ）
- 『あまえないでョ!』（1987年、フジテレビ）[1]
- 『乱歩賞作家サスペンス・罠の中の七面鳥』（1988年、関西テレビ）[6]

### 演劇
- 作『庄内ママコのテッテ的な日々』（1980年）
- 作・演出『笑劇 玉虫マリヤ』（1982年）
- 作・演出『贋作蘆花傳（がんさくろかでん）』（2014年）